# Kujang
Kujang est un arrondissement de la province du Pyongan du Nord en Corée du Nord situé dans la vallée du Chongchon. Il a été créé en 1952 à partir de l'arrondissement de Nyongbyon lors d'une réorganisation nationale. Il avoisine les arrondissements de Hyangsan et d'Unsan au nord, de Yongwon à l'est ainsi que les villes de Kaechon et de Tokchon au sud.

## Géographie
Les monts Myohyang s'étendent dans l'est de l'arrondissement. Ils y culminent au Kalbong (칼봉, 1530 m). La température annuelle moyenne est de 8,4 °C avec une moyenne de janvier à -10,4 °C contre 24,2 °C en aout. Les précipitations annuelles sont de 1300 mm ce qui fait dans l'ensemble un climat relativement frais et humide. À cause de la nature montagneuse du terrain, seulement 17 % du territoire est cultivé tandis que la forêt en couvre 74 %. Il existe des mines de zinc, de charbon et de mica ainsi que des fabriques de ciment et de wagons. 
L'arrondissement de Kujang rassemble un bourg (up), cinq districts de travailleurs (radongjagu ou bien gu) et 29 villages (ri) :
- Kujang-up (구장읍 )
- Ryongchol-gu (룡철구)
- Ryongdung-gu (룡등구)
- Ryongmun-gu (룡문구)
- Ryongsu-gu (룡수구)
- Tungrip-gu (등립구)
- Chongsong-ri (청송리)
- Chonsu-ri (천수리)
- Chosan-ri (조산리)
- Chungcho-ri (중초리)
- Hacho-ri (하초리)
- Hajang-ri (하장리)
- Kaehwa-ri (개화리)
- Kajwa-ri (가좌리)
- Kwisang-ri (귀상리)
- Rohyon-ri (로현리)
- Ryongsong-ri (룡성리)
- Ryongyon-ri (룡연리)
- Sambong-ri (삼봉리)
- Sanggu-ri (상구리)
- Sangi-ri (상이리)
- Sangro-ri (상로리)
- Sao-ri (사오리)
- Sinhung-ri (신흥리)
- Sokchang-ri (석창리)
- Somin-ri (소민리)
- Songho-ri (송호리)
- Sugu-ri (수구리)
- Suyang-ri (수양리)
- Taepung-ri (대풍리)
- Togwan-ri (도관리)
- Uhyon-ri (우현리)
- Unhung-ri (운흥리)
- Unryong-ri (운룡리)

## Culture et tourisme

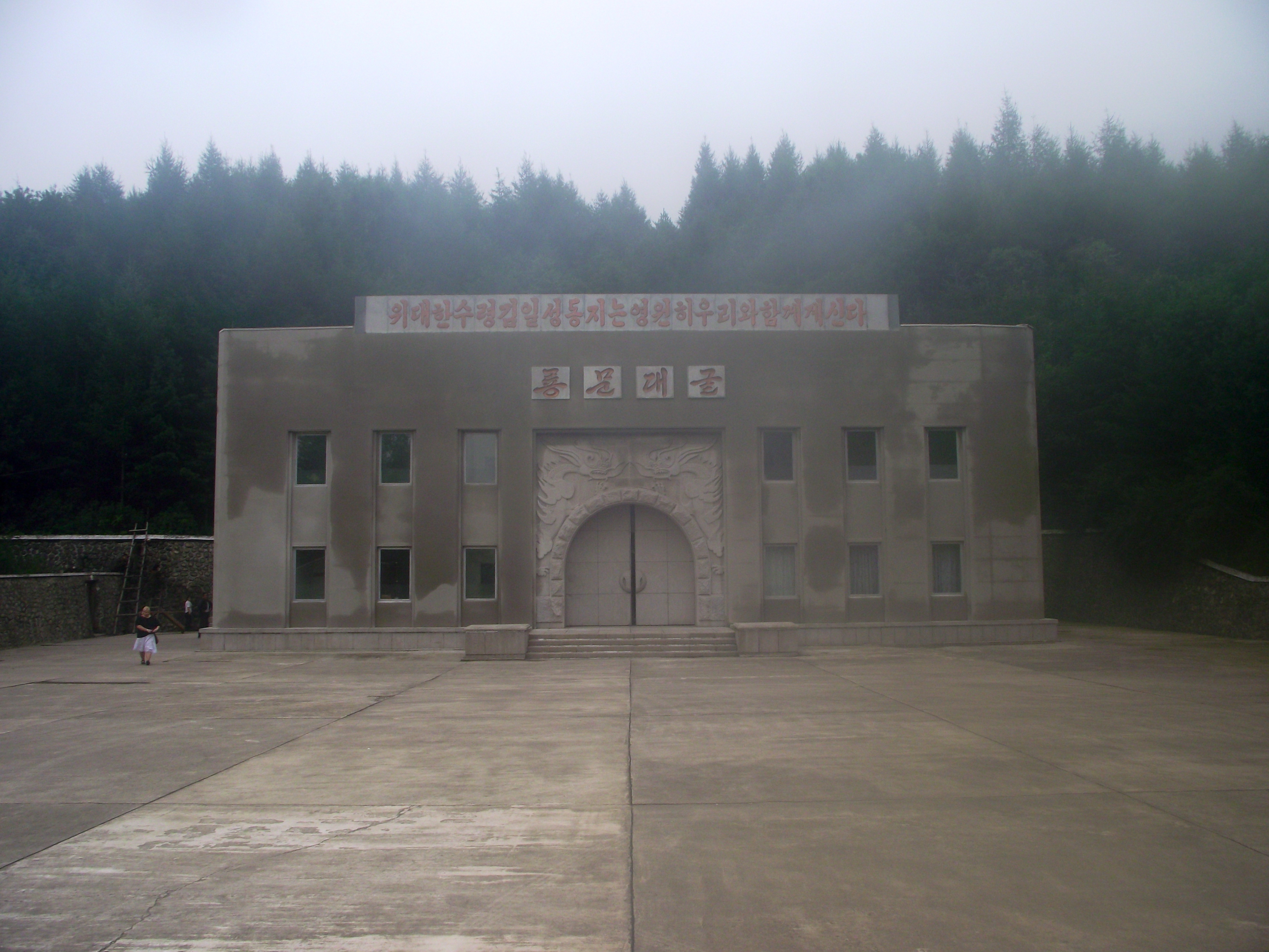
L'entrée de la grotte de Ryongmun.

Les grottes de la région de Kujang sont inscrites depuis l'an 2000 dans la liste indicative du patrimoine mondial. Ces grottes situées en terrain karstique présentent de nombreuses concrétions. La grotte de Ryongmun s'allonge sur 7 km, celle de Paekryong est exploitée sur 5 km. 
Les principaux monuments sont les temples bouddhistes Powolsa à Uhyon-ri (bien culturel n° 105) et Ryongmunsa à Ryongdong-gu (bien culturel n° 106), le menhir de Sao-ri (bien culturel n° 120), la pagode à cinq niveaux de Suguksa à Sao-ri (bien culturel n° 131) et le château de Wiju à Sango-ri (bien culturel n° 175).

## Historique des députations de la circonscription de Kujang (280e)
- XIème législature (2003-2009) : Choe Hee Chung (Hangeul:최희정)
- XIIème législature (2009-2014) : Kim Young Keol (Hangeul: 김영걸 Hanja:金英杰)
- XIIIème législature (2014-2019) : Kim Hi Thaek (Hangeul: 김히택)